# Watain
I Watain sono un gruppo musicale svedese black metal originario di Uppsala, fondato nel 1998.
Il nome della band deriva da una canzone del gruppo statunitense black metal Von.

## Storia del gruppo
I Watain, formatisi nella cittadina di Uppsala nel 1998, pubblicarono nel 1999 il loro primo EP dal titolo The Essence of Black Purity sotto contratto con la casa discografica Grimrune Productions. L'anno successivo l'etichetta francese Drakkar Productions offrì ai Watain un contratto per pubblicare due album che portò all'uscita nel 2000 del disco d'esordio Rabid Death's Curse. Dopo la pubblicazione il gruppo partì per un tour con Rotting Christ, Antaeus, Dark Funeral e Malign.

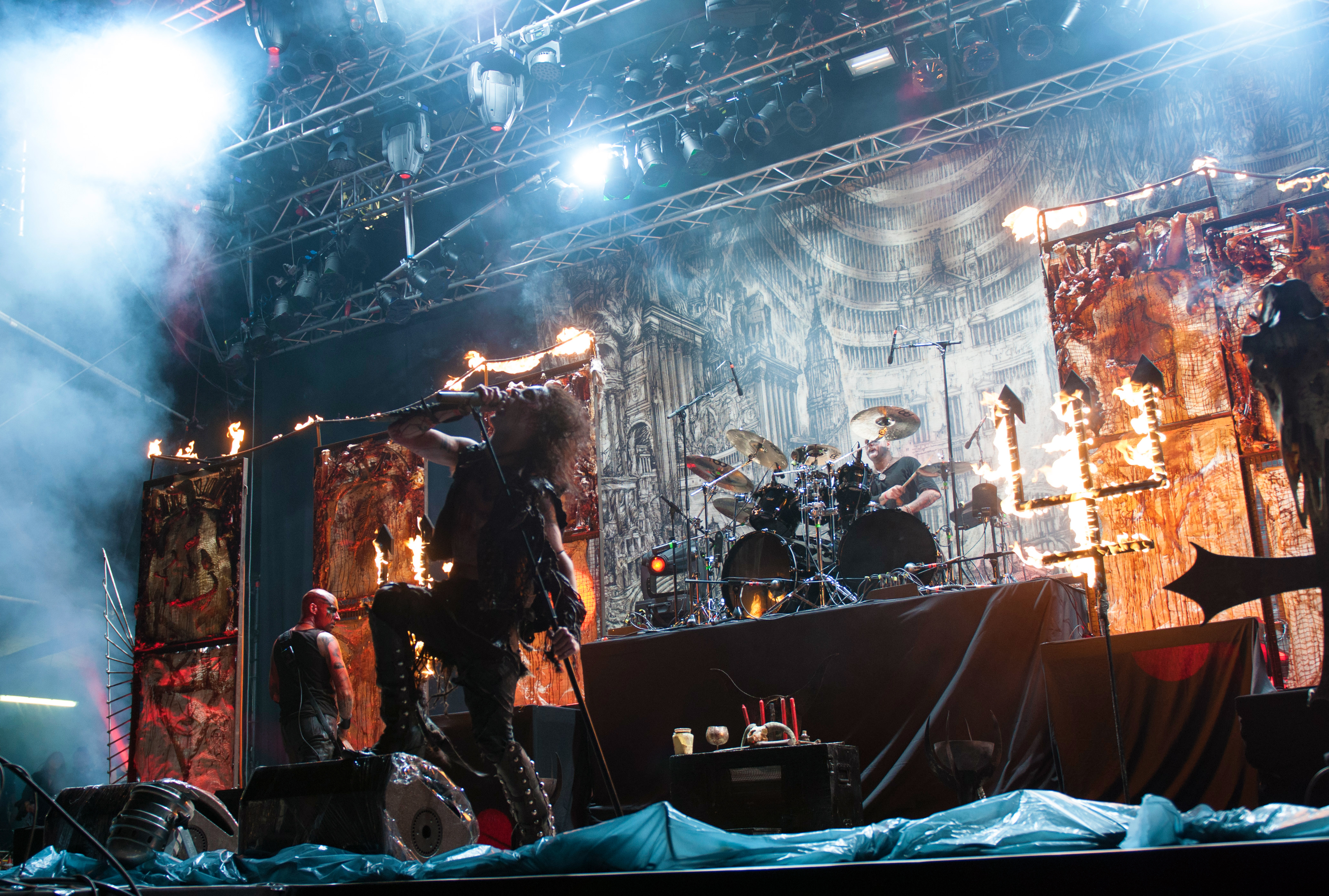
I Watain al Party San Open Air, nel 2014

Nel 2003 fu pubblicato il secondo full-length, Casus Luciferi. Il tour che ne seguì, denominato 'Stellar Dimension Infernal Tour', fece tappa per tutta Europa e fu appoggiato dai Secrets of the Moon e gli Averse Sefira. I Watain suonarono anche in una serie di 18 concerti al fianco dei Dissection nella tournée 'Rebirth of Dissection'.
Il terzo album, Sworn to the Dark, fu pubblicato in Europa il 21 febbraio 2007, poco prima dell'inizio di un tour con Celtic Frost, Kreator e Legion of the Damned. I Watain sono stati confermati per suonare al Wacken Open Air 2008.
Il 7 giugno 2010 è stato pubblicato il loro quarto album in studio: Lawless Darkness.
Il 19 Agosto del 2013 pubblicano il quinto album in studio The Wild Hunt per Century Media. Il 5 gennaio del 2018, sempre con l'etichetta nominata in precedenza, pubblicano Trident Wolf Eclipse.

## Formazione

### Formazione attuale
- Erik Danielsson - voce/basso
- P. Forsberg - chitarra
- H. Jonsson - batteria

#### Solo in sede live
- Set Teitan (Davide Totaro) - chitarra
- A. (Alvaro Lillo) - basso

### Ex componenti
- C. Blom - chitarra (1998-2000)
- Tore Stjerna - basso (2000-2002)

## Discografia

### Album in studio
- 2000 - Rabid Death's Curse
- 2003 - Casus Luciferi
- 2007 - Sworn to the Dark
- 2010 - Lawless Darkness
- 2013 - The Wild Hunt
- 2018 - Trident Wolf Eclipse
- 2022 - The Agony & Ecstasy of Watain

### Demo
- 1998 - Go Fuck Your Jewish "God"
- 2000 - Rabid Death's Curse (demo)
- 2002 - Promo 2002
- 2002 - Puzzlez Ov Flesh

### Live
- 1998 - Black Metal Sacrifice
- 2001 - The Ritual Macabre

### EP
- 1999 - The Essence of Black Purity

### DVD
- 2012 - Opus Diaboli

### Split
- 2001 - The Misanthropic Ceremonies (con i Diabolicum)